# Llantas Rostyle
Llantas Rostyle son un diseño de llantas de automóvil de origen estadounidense pero fabricadas bajo licencia por la firma británica Rubery Owen; de ahí RO-Style - La llanta RO-Style fue especialmente popular durante las décadas de 1960 y 1970.
Las llantas tenían una característica forma de acero prensado con "radios" en relieve, y estaban pintadas de gris aluminio en los radios y la llanta, y de negro entre los radios para imitar el espacio abierto de las auténticas llantas de aleación de magnesio. Estaban diseñadas para utilizarse sin necesidad de tapacubos, pero solían llevar una tapa central con el emblema del fabricante del coche.

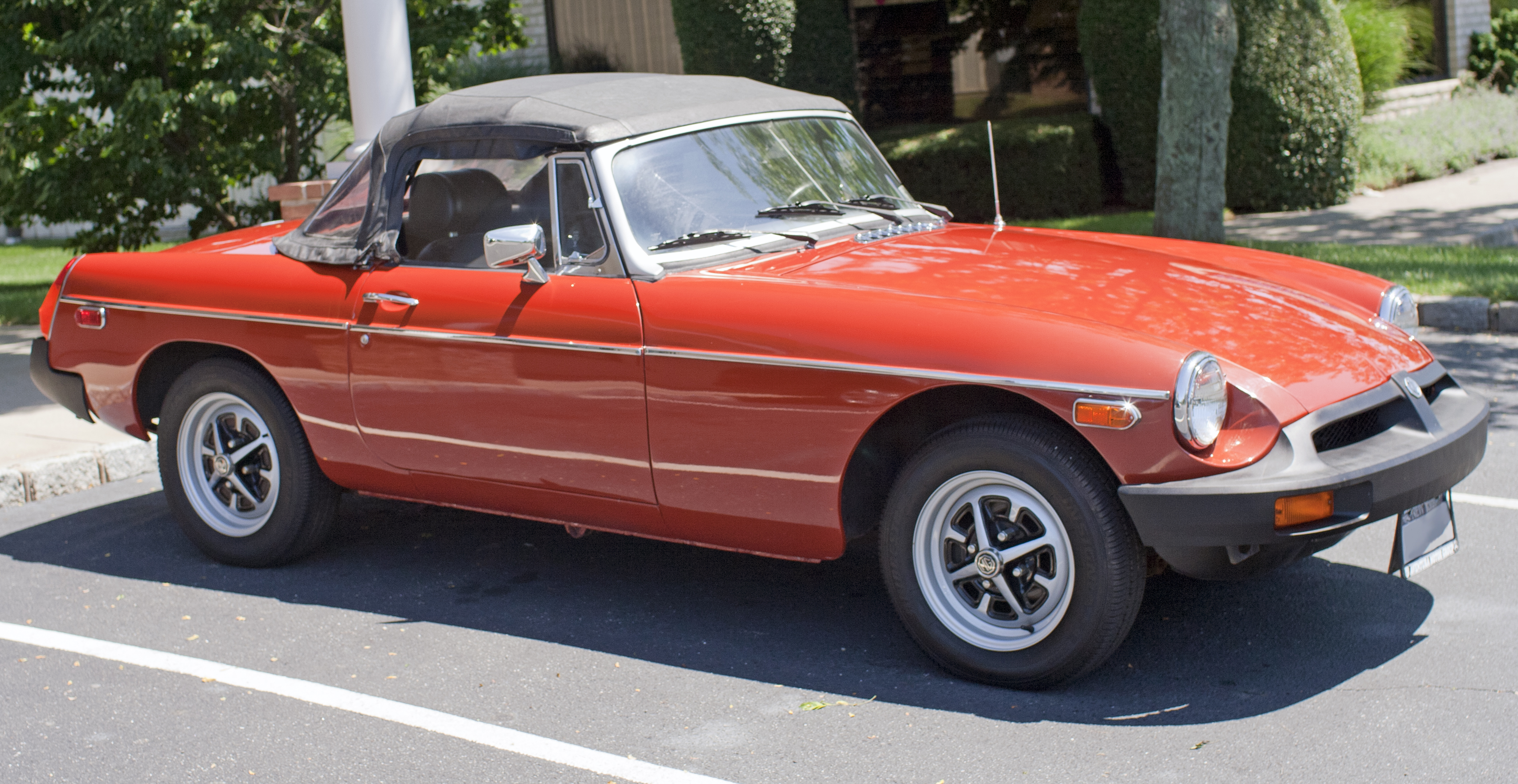
MGB de 1975 equipado con llantas Rostyle de serie

En Estados Unidos, este estilo de rueda era fabricado en Lansing, Michigan, por la Motor Wheel Corporation, y alcanzó la fama en las décadas de 1960 y 1970 en Muscle cars como el Pontiac GTO, el Ford Torino, el Shelby Mustang, el Plymouth Barracuda y el AMC Javelin. En un contexto estadounidense, el estilo de rueda se conocía como "Magnum 500". De ahí que los primeros coches británicos con llantas "Rostyle" fueran denominados en las primeras pruebas en carretera como coches con llantas "Magnum style".
La primera aparición de las llantas Rostyle en el Rover P5B fue calificada por algunos probadores de coches como "chusca" y "chillona", e impropia de una berlina de lujo. En aquella época, algunos probadores de Rover también se referían a las llantas como "Ro-style", lo que sugiere que el nombre, si no el estilo, podría haber sido desarrollado específicamente para las llantas de los Rover. Aunque esto aparece como un "hecho" en los foros, no es correcto. El nombre "Rostyle" es una palabra derivada de "R-ubery O-wen" (el fabricante de las ruedas) y "Style": "ROstyle": "Rostyle".
Los MG y Rover de la firma, entre otros deportivos británicos de los años sesenta, solían incluir llantas Rostyle como equipamiento original en lugar de otras de aleación ligera o de radios de alambre. Llantas cromadas Rostyle se fabricaron para Jensen, Rover y, sobre todo, para el Ford Cortina 1600E, diseñado originalmente para la esposa del presidente de Ford, Len Crossland.
Las llantas Rostyle fueron la única opción en el Range Rover durante muchos años después de su lanzamiento. Estas llantas Rostyle de 16 pulgadas se utilizaron en el Range Rover hasta 1986, cuando fueron sustituidas por llantas de aleación. Las Rostyle se convirtieron entonces en equipamiento opcional del Land Rover. El Land Rover mantuvo sus ruedas Rostyle opcionales hasta 1995, convirtiéndose en el último vehículo en ofrecerlas.
Además de en Gran Bretaña, se fabricaron ruedas similares bajo licencia en Alemania, Argentina y Australia.
Max Sinclair, director de ventas de Rubery Owen en el periodo comprendido entre 1960 y 1980, ha declarado: "Cambiamos la cara del automovilismo, y las ruedas Mag nos siguieron a medida que mejoraba su fiabilidad".